# Clovia soembana
Clovia soembana är en insektsart som beskrevs av Victor Lallemand 1940. Clovia soembana ingår i släktet Clovia och familjen spottstritar. Inga underarter finns listade i Catalogue of Life.